# Rodolfo H. Rodríguez
Rodolfo H. Rodríguez (nacido como Rodolfo Héctor Rodríguez Rusjan, Ingeniero Huergo, Argentina, 2 de diciembre de 1932) es una personalidad del medio popular de Río Negro. Es conocido como figura histórica de Villa Regina por ser un modelo de profesionalismo y honestidad. Cofundador -junto a su padre- del Colegio Médico de Villa Regina.

## Reseña biográfica
Fue un médico cirujano que pasó toda su vida profesional en Villa Regina, una localidad del Alto Valle de Río Negro en Argentina siendo el fundador junto a su padre -el también médico cirujano Alejandro Rodríguez Domínguez- del Colegio Médico de esa localidad y pilar fundamental de la Federación Médica de Río Negro. Si bien su nacimiento es en una localidad cercana, Ingeniero Huergo, Rodríguez se instala luego de recibido en la Universidad Nacional de Córdoba en Villa Regina donde asume una labor de médico cirujano en la ciudad, pero alterna su trabajo con una tarea muy extensa en el ámbito rural. Tal es la influencia de su trabajo en la zona de chacras, que sus pacientes provenían de todas las localidades cercanas, como Godoy, Chichinales, Huergo, Mainqué y Cervantes, entre otras. En sus comienzos y continuando el legado de su padre, el doctor Rodolfo Rodríguez Rusjan se dedicó a asistir con sus servicios médicos a pacientes de las chacras de la zona, atendiendo en las casas de los pacientes todo tipo de dolencias y hasta partos. Es por ello que gran parte de las poblaciones aledañas recuerdan con cariño el trabajo de este profesional que se caracterizaba por haber "traído al mundo" a muchos de los pasados y actuales pobladores de la región. Así mismo, se lo recuerda por sus grandes contribuciones altruistas y su dedicación a los pacientes que no tenían recursos para pagar una consulta médica. Era habitual que brindara los medicamentos de muestra a los pacientes sin recursos y que estuviera siempre disponible para atender en su propia casa. En su legado se encuentra la formación del Colegio Médico local y su férreo sentido de la ética, manteniendo una trayectoria de rectitud y honestidad que es reconocida por todos los vecinos de las localidades del Alto Valle que lo conocieron.
El Doctor Rodríguez era descendiente de españoles y Yugoeslavos (Ahora Eslovenia). Su Abuelo Josip fue junto a su tío Edvard uno de los pioneros de la aviación mundial, realizando uno de los primeros aviones que surcaron los cielos y logrando varios récords de permanencia en vuelo y altura, en el siglo XIX. Es tal la relevancia de los hermanos Rusjan en la historia de la aviación, que la NASA ha realizado un espacio exclusivo en su museo para sus memorias y el JPL (Jet Propulsion Laboratory) ha nombrado RUSJAN a un asteroide que orbita nuestro sistema solar - Asteroide 19633 Rusjan (1999 RX42) - Ver Referencias.

## Vida personal
Dentro de la personalidad, él contrajo matrimonio con Fidelia Zaquía Osman, oriunda de Rufino. Tuvieron tres hijos; Viviana, Alejandro y Guillermo.

### Otros afines
Dentro de sus actividades preferidas estaba la vida al aire libre, navegación y la Pesca con Mosca (Fly Fishing) que enseñó a sus hijos desde muy pequeños y se mantiene como una tradición familiar. Sus viajes de pesca por la zona de los lagos de la Patagonia lo hicieron reconocido dentro del ambiente donde era mencionado por profesionales de la pesca y periodistas especializados como un pescador icónico de la zona.

## Premios y reconocimientos
- Mención a los fundadores del Colegio Médico de Villa Regina (03, 1992)